# Synagoga Menachem Zion w Jerozolimie
Synagoga Menachem Zion w Jerozolimie – synagoga znajdująca się na terenie Dzielnicy Żydowskiej Starego Miasta w Jerozolimie.
Synagoga została zbudowana w 1837 przez uczniów rabina Menachem Mendela ze Szkłowa. Nazwa pochodzi od słów modlitwy odmawianej w święto Tisza be-Aw: „Niech będzie błogosławiony, ten który pociesza (menachem) Syjon I odbudowuje Jerozolimę”.